# Ectropotheciopsis novoguineensis
Ectropotheciopsis novoguineensis là một loài Rêu trong họ Hypnaceae. Loài này được (Geh.) M. Fleisch. mô tả khoa học đầu tiên năm 1923.